# William Eugene Higby
William Eugene Higby (* 26. Januar 1884 in Garden Grove, Decatur County, Iowa; † 1967 in Monument, Colorado) war ein US-amerikanischer Politiker. Zwischen 1943 und 1947 war er Vizegouverneur des Bundesstaates Colorado.

## Werdegang
Über die Jugend und Schulausbildung von William Higby ist nichts überliefert. Auch über seinen beruflichen Werdegang jenseits der Politik gibt es in den Quellen keine Angaben. Er kam nach Colorado, wo er als Mitglied der Republikanischen Partei eine politische Laufbahn einschlug. Zwischen 1933 und 1940 saß er im Repräsentantenhaus von Colorado. Seit 1939 war er dessen Vorsitzender. Danach gehörte er von 1941 bis 1943 dem Staatssenat an.
Im Jahr 1942 wurde Higby an der Seite von John Charles Vivian zum Vizegouverneur des Staates Colorado gewählt. Dieses Amt bekleidete er zwischen 1943 und 1947. Dabei war er Stellvertreter des Gouverneurs und Vorsitzender des Staatssenats. Im Juni 1948 nahm er als Delegierter an der Republican National Convention in Philadelphia teil. William Higby starb 1967 in Monument und wurde in Colorado Springs beigesetzt.